# بورجا واله
بورجا واله (انگلیسی: Borja Valle؛ زادهٔ ۹ ژوئیهٔ ۱۹۹۲) بازیکن فوتبال اهل اسپانیا است.
از باشگاه‌هایی که در آن بازی کرده‌است می‌توان به باشگاه فوتبال دینامو بخارست، باشگاه فوتبال رئال اویدو، باشگاه فوتبال الچه، باشگاه فوتبال پومفرادینا، و باشگاه فوتبال دپورتیوو لاکرونیا اشاره کرد.